# 腓特烈城

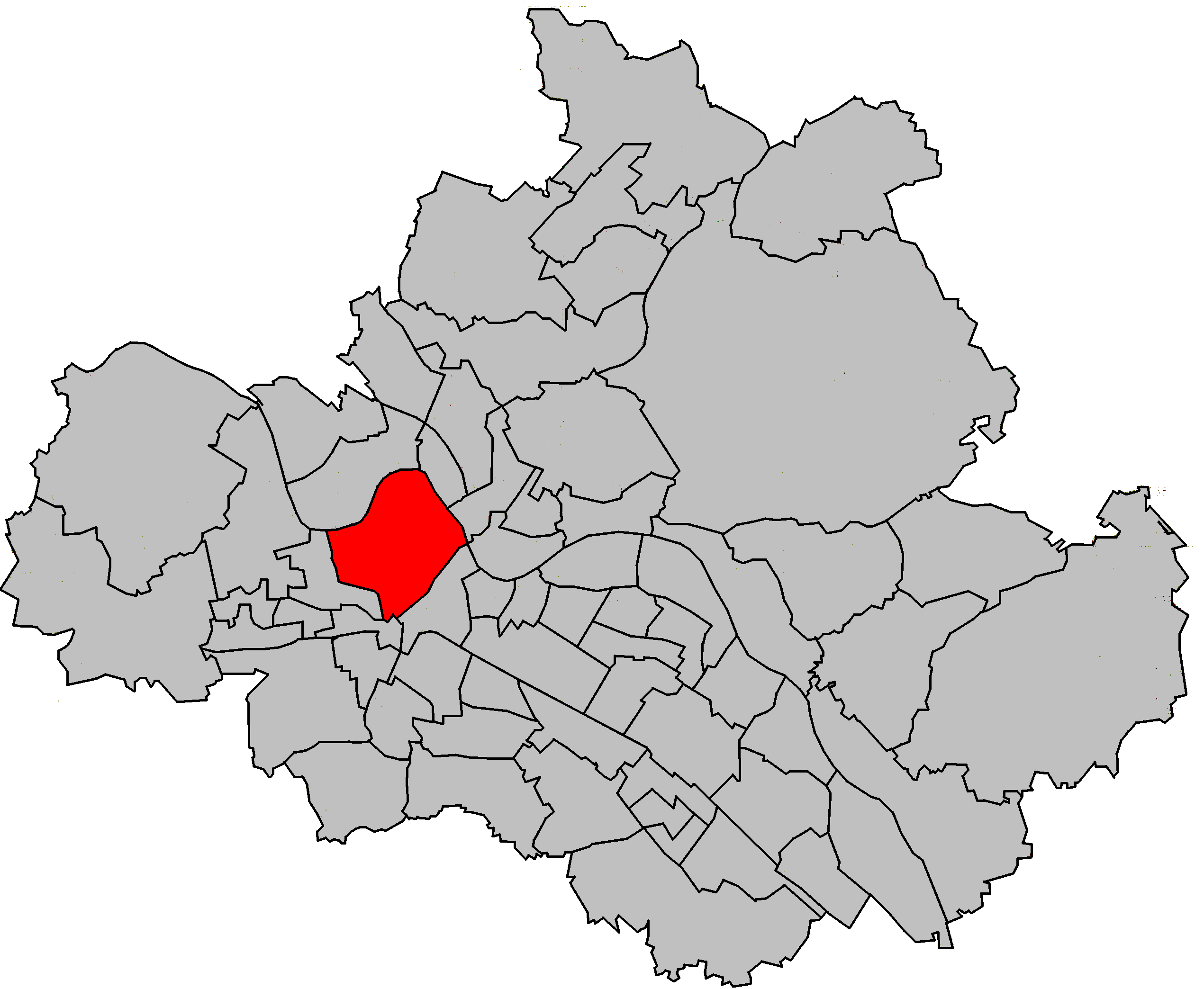
腓特烈城

腓特烈城（Friedrichstadt）是德国德累斯顿中部的一个社区。这是19世纪末20世纪初的一个工厂区，是艺术协会桥社（Die Brücke）创始人的家乡。 人口为9887人（2020年）。

## 历史
这里曾被称为“奥斯特拉”（Ostra），是一个索布人的村庄，可追溯到1206年，后来变成了一个庄园农场，供德累斯顿的选帝侯居住。1730年，萨克森选帝侯强壮的奥古斯特二世将这里改名为“新城”（Neustadt）。请不要把这个新城与德累斯顿现在的新城混淆，后者在当时被称为“新国王城”（Neue Königstadt）。1731年，这里再次更名，这次被改名为“腓特烈城”（Friedrichstadt），以强壮的奥古斯特二世的儿子、未来的选帝侯腓特烈·奥古斯特二世命名。
工业革命开始后，德累斯顿在1878年宣布腓特烈城为工厂区。该区工厂工人的困境成为桥社艺术家作品中的一个共同主题，他们在一家原皮匠店建立了工作室。 
1945年2月13日至14日，第二次世界大战的德累斯顿轰炸被盟军实施，腓特烈城的大量建筑被摧毁。后来，该社区的许多景点都得到了重建。現在的腓特烈城，是一个混合了工业、商业和住宅的社区，有将近6000名居民。

## 景点
- 耶尼则（Yenidze）：耶尼则曾是一家建于1907年的卷烟厂，现在是办公楼和餐厅/啤酒花园，从这里可以欣赏到绝佳的德累斯顿空中轮廓线。[4]

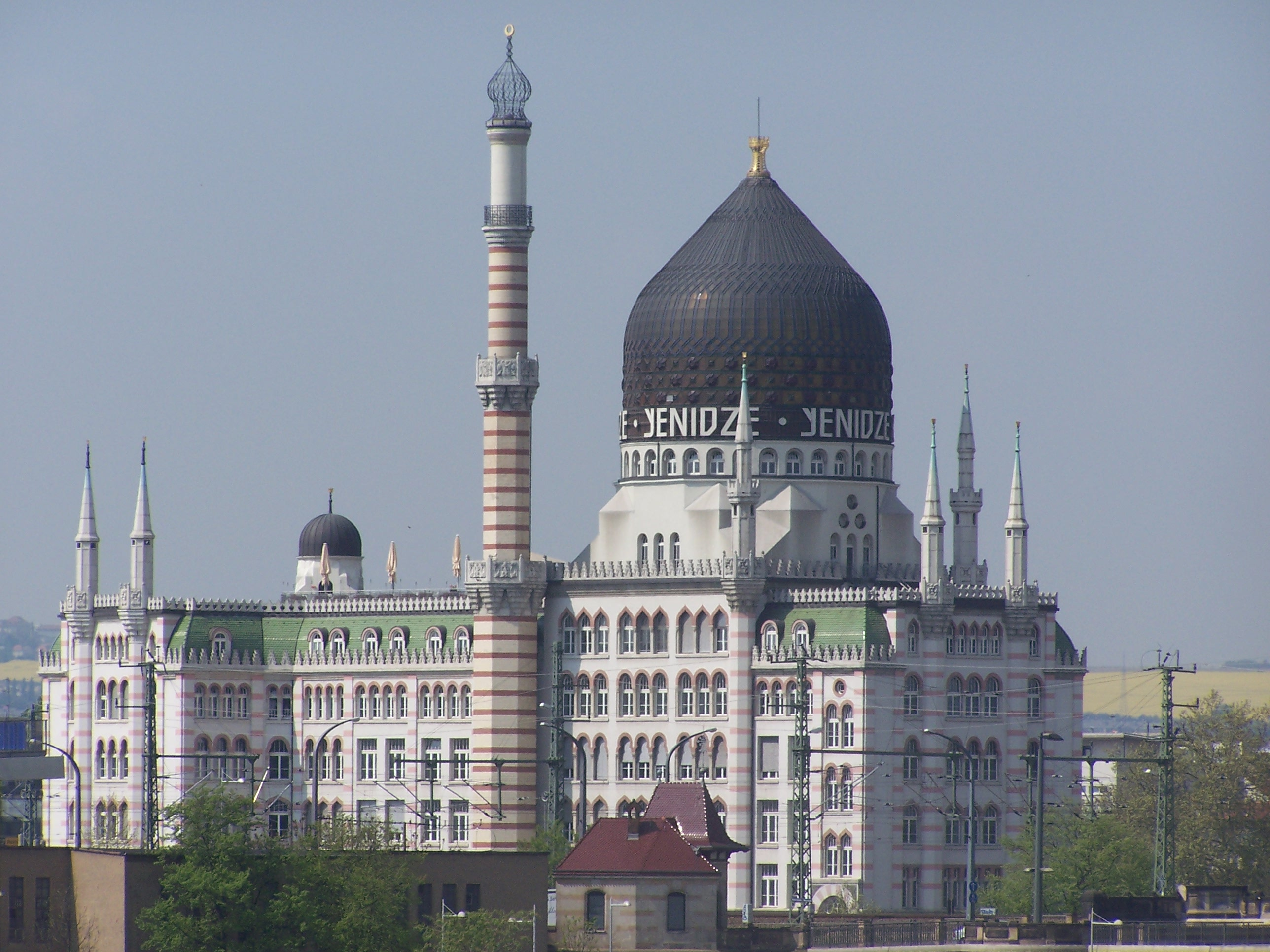
耶尼则

- 旧天主教公墓：最古老的坟墓是1724年的。包含著名的巴洛克、罗可可和新古典主义墓碑。德累斯顿许多名人和一些纳粹的受害者的最后都安葬于此。

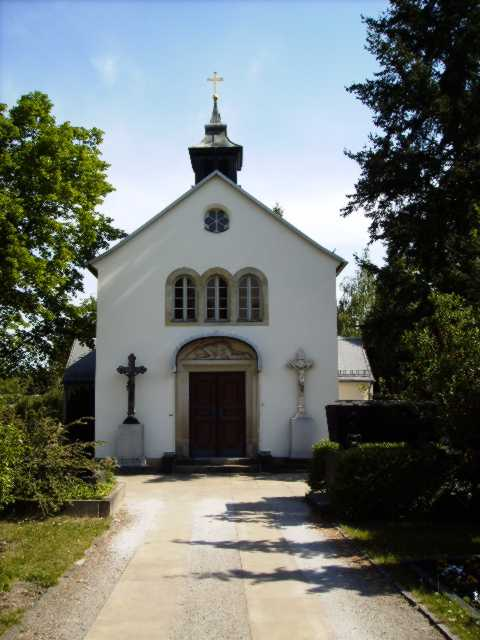
天主教公墓小堂

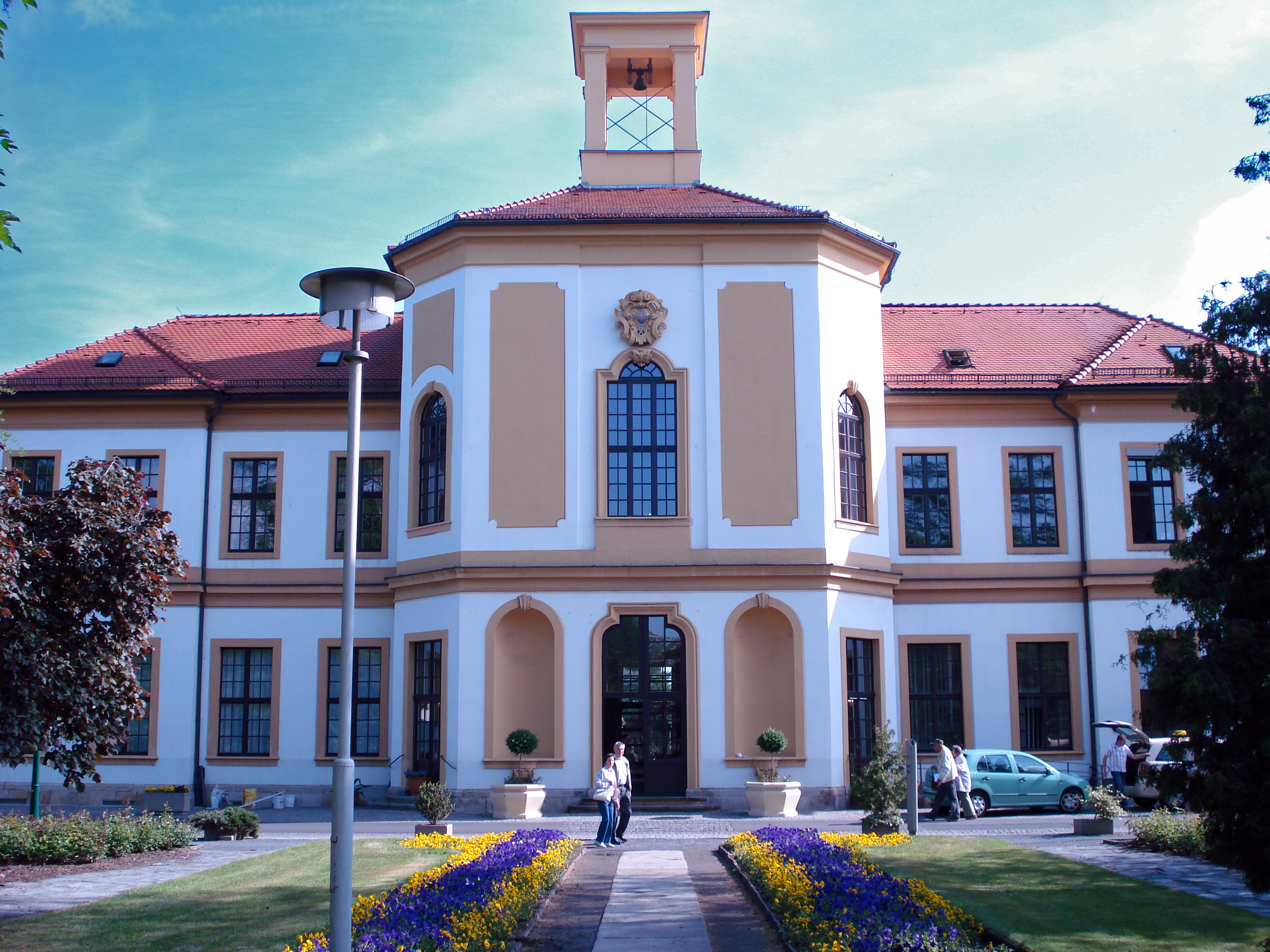
宫殿外观

- 布吕尔-马尔科利尼宫（Palais Brühl-Marcolini）和海神喷泉：这座宫殿建于1719年，是阿尔滕博科姆的乌苏拉·凯瑟琳（Ursula Katharina of Altenbockum）的避暑别墅，现在是腓特烈城医院的所在地，里面有中式和庞贝风格的房间，还有社区最著名的喷泉，海神喷泉。其他著名的居民包括海因里希·冯·布鲁尔伯爵（Heinrich von Brühl）和卡米洛·马尔科利尼伯爵（Camillo Marcolini）。1813年，拿破仑也曾短暂地住在这座宫殿里。

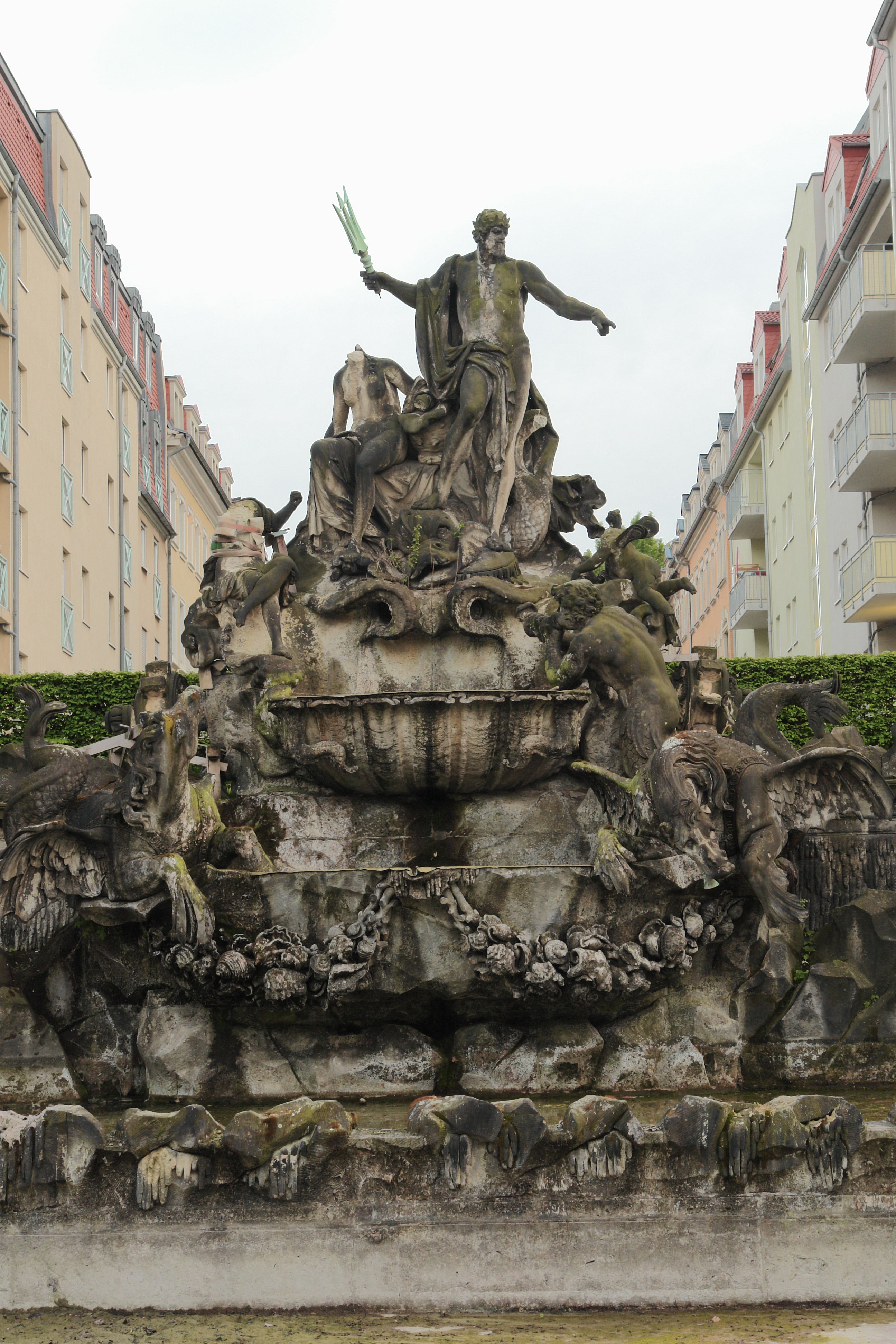
海神喷泉

## 名人
- 保拉·莫德索恩-贝克尔（Paula Modersohn-Becker），德国画家，早期表现主义最重要的代表人物